# Cerco de Siracusa (827–828)
O cerco de Siracusa, em 827-828, foi a primeira tentativa dos aglábidas de conquistar a cidade de Siracusa, no Tema da Sicília, uma província bizantina na época. 

## História
O exército aglábida tinha desembarcado na Sicília havia poucos meses, supostamente para apoiar o general rebelde bizantino Eufêmio. Depois de derrotar as forças locais e conquistar a fortaleza de Mazara, os árabes marcharam até Siracusa, que era a capital da ilha desde os tempos romanos. O cercou durou por todo o inverno de 827-828 até o verão, período no qual as forças atacantes sofreram muito com a falta de alimentos e com surtos epidêmicos que tomaram a vida do comandante, Assade ibne Alfurate. Quando os reforços bizantinos chegaram, o novo comandante dos árabes, Maomé ibne Abil Jauari, abandonou o cerco e recuou para a região sudoeste da ilha que ainda permanecia sob controle aglábida. De lá, eles mudaram a tática para uma conquista lenta e gradual da Sicília, o que levou finalmente à queda de Siracusa num outro longo cerco em 877-878 e culminou na queda de Taormina em 902.